# Déclaration de Corfou
La Déclaration de Corfou est un accord entre le Premier ministre de Serbie, Nikola Pašić, et le président du Comité yougoslave (en), Ante Trumbić, conclu sur l'île grecque de Corfou le 20 juillet 1917. Son objectif est la création d'un État regroupant les Slaves du Sud de Serbie, du Monténégro et d'Autriche-Hongrie après la Première Guerre mondiale.
La décision de la Russie de retirer son soutien diplomatique à la Serbie après la révolution de février, ainsi que la mise à l'écart du Comité yougoslave des initiatives de réformes trialistes lancées en Autriche-Hongrie, ont motivé les deux parties à tenter de parvenir à un accord.

## Contenu
Il est décidé que le nouvel État prendra le nom de royaume des Serbes, Croates et Slovènes, que la dynastie régnante sera celle des Karađorđević et que cet État sera une démocratie parlementaire.

### Constitution
La déclaration prévoit la proclamation d'une nouvelle constitution après la guerre fixant l'organisation du nouvel État. Elle doit être adopté à la majorité des deux tiers.